# اسکات ادسیت
اسکات ادسیت (انگلیسی: Scott Adsit؛ زادهٔ ۲۶ نوامبر ۱۹۶۵) هنرپیشه، کارگردان فیلم، تهیه‌کننده، فیلم‌نامه‌نویس، نویسنده، خواننده، رقصنده، صدا پیشه، و کمدین اهل ایالات متحده آمریکا است.
از فیلم‌ها یا برنامه‌های تلویزیونی که وی در آن نقش داشته است می‌توان به ۳۰ راک، وینسنت مقدس، رفتار درخور، اطلاع‌رسانی! اشاره کرد.
او گویندگی صدای ربات بیمکس را در ۶ ابرقهرمان بر عهده داشته است.
او همچنین در فیلم‌های یک مورد از شما، موسیقی هرگز متوقف نمی‌شود و دختر طرفدار بازی کرده است.